# Robin Cousin
Pour les articles homonymes, voir Cousin.
Cet article possède un paronyme, voir Robin Cousins.
Robin Cousin, né le 3 mai 1984 dans les Hautes-Pyrénées, est un auteur de bande dessinée français.

## Biographie
Après l'obtention d'un BTS design d'espace à l'école Boulle de Paris, Robin Cousin intègre l'école des Beaux-Arts d'Angoulême. Il y fonde en 2010 avec dix autres étudiants les éditions Les Machines, une association de microédition qui diffuse des livres auto-produits. Outre différents ouvrages collectifs auxquels il participe, Les Machines éditent en 2011 sa première bande dessinée, La jeunesse de Billy-Bob Johnson - Première partie : le G.L.O.B.E., un récit de science-fiction. 
Son mémoire de master s'intitule Éloge de la solution de facilité dans le dessin de bande dessinée, qui analyse le médium bande dessinée. 
En 2013 est publié Le chercheur fantôme aux éditions FLBLB, dessinée à la suite de sa rencontre avec le chercheur Stéphane Douady. L'album a pour toile de fond les problématiques liées à la recherche scientifique. 
Parallèlement à ses activités d'auteur, Robin Cousin coorganise de 2011 à 2015 le F.OFF, festival parallèle au Festival de la bande dessinée d'Angoulême. 
Depuis 2017, il participe à la revue semestrielle Baie des Machines. 
Le profil de Jean Melville sort en 2017. Il s'agit d'un thriller qui interroge les enjeux des nouvelles technologies dans la sphère privée. Le livre concourt dans la sélection officielle du festival d'Angoulême 2018. 
En 2019, Robin Cousin achève Des milliards de miroirs. Cette bande dessinée traite des bouleversements écologiques et de leurs impacts sur les sociétés humaines à travers le prisme de la découverte de formes de vie extraterrestre. Le livre apparaît dans la sélection du festival d'Angoulême 2020. Dans la continuité de ce livre, l'auteur, qui s'est entouré de chercheurs et d'étudiants lors d'une résidence à l'Université de Poitiers, propose Cursus fin du monde en 2020 autour de la question « Les sciences peuvent-elles encore sauver le monde ? ». 

## Œuvres

### Albums
- La Jeunesse de Billy-Bob Johnson - Première partie : le G.L.O.B.E., Les Machines, 2011
- Le Chercheur fantôme, FLBLB, 2013 (ISBN 978-2-357-61050-7)
- Le Profil de Jean Melville, FLBLB, 2017 (ISBN 978-2-357-61111-5)
- Des milliards de miroirs, FLBLB, 2019 (ISBN 978-2-357-61169-6)
- Cursus fin du monde, FLBLB, 2020 (ISBN 978-2-357-61191-7)

## Récompenses
- Prix révélation ADAGP au Quai des bulles 2017 pour Le profil de Jean Melville[16]